# TAS Casablanca
Tihad Athlétique Sport de Casablanca – marokański klub piłkarski, mający siedzibę w Casablance. W sezonie 2020/2021 gra w GNF 2.

## Opis
Klub został założony w 1947 roku. Największym sukcesem w lidze było 3. miejsce w sezonie 1957/1958. W pucharze Maroka wygrali raz, zwycięski mecz został rozegrany w sezonie 2018/2019. Drużyna gra na Stade Larbi Zaouli, który może pomieścić 30 000 widzów. Trenerem jest Abderrahim Talib, który pełni tę funkcję od 2 lutego 2021 roku.